# Brenne
Brenne este o arie protejată (arie de protecție specială avifaunistică — SPA) din Franța întinsă pe o suprafață de 58.311 ha, integral pe uscat.

## Localizare
Centrul sitului Brenne este situat la coordonatele 46°46′00″N 1°14′30″E / 46.76667°N 1.24167°E.

## Înființare
Situl Brenne a fost declarat arie de protecție specială avifaunistică în baza directivei 79/409 din 1979 referitoare la conservarea păsărilor sălbatice pentru a proteja 79 de specii de animale.

## Biodiversitate
Situată în ecoregiunea atlantică, aria protejată nu include niciun habitat protejat.
La baza desemnării sitului se află mai multe specii protejate de  păsări (79): pescăruș albastru (Alcedo atthis), rață sulițar (Anas acuta), rață lingurar (Anas clypeata), rață pitică (Anas crecca), rață fluierătoare (Anas penelope), rață cârâitoare (Anas querquedula), rață pestriță (Anas strepera), gârliță mare (Anser albifrons), gâscă cenușie (Anser anser), fâsă-de-câmp (Anthus campestris), stârc cenușiu (Ardea cinerea), stârc roșu (Ardea purpurea), stârc galben (Ardeola ralloides), ciuf de câmp (Asio flammeus), rață-cu-cap-castaniu (Aythya ferina), rața moțată (Aythya fuligula), rață roșie (Aythya nyroca), buhai de baltă (Botaurus stellaris), Bubulcus ibis, pasărea ogorului (Burhinus oedicnemus), fugaci de țărm (Calidris alpina), caprimulg (Caprimulgus europaeus),  prundaș gulerat mic (Charadrius dubius), chirighiță-cu-obraz-alb (Chlidonias hybridus), chirighiță neagră (Chlidonias niger), barză albă (Ciconia ciconia), barză neagră (Ciconia nigra), șerpar (Circaetus gallicus), erete de stuf (Circus aeruginosus), erete vânăt (Circus cyaneus), erete cenușiu (Circus pygargus), lebădă de vară (Cygnus olor), ciocănitoarea de stejar (Dendrocopos medius), ciocănitoare neagră (Dryocopus martius), egretă albă (Egretta alba), egretă mică (Egretta garzetta), șoim de iarnă (Falco columbarius), șoim călător (Falco peregrinus), lișiță (Fulica atra), becațină comună (Gallinago gallinago), cocor (Grus grus), codalb (Haliaeetus albicilla), acvilă pitică (Hieraaetus pennatus), piciorong (Himantopus himantopus), stârc pitic (Ixobrychus minutus), sfrâncioc roșiatic (Lanius collurio), pescăruș-cu-cap-negru (Larus melanocephalus), Larus michahellis, pescăruș râzător (Larus ridibundus), ciocârlie de pădure (Lullula arborea), gușă albastră (Luscinia svecica), ferestraș mic (Mergus albellus), gaia neagră (Milvus migrans), gaia roșie (Milvus milvus), rață cu ciuf (Netta rufina), culic mare (Numenius arquata), stârc de noapte (Nycticorax nycticorax), vultur pescar (Pandion haliaetus), viespar (Pernis apivorus), bătăuș (Philomachus pugnax), ciocănitoare verzuie (Picus canus), lopătar (Platalea leucorodia), ploier auriu (Pluvialis apricaria), corcodel-cu-gât-negru (Podiceps nigricollis), cresteț cenușiu (Porzana parva), cresteț pestriț (Porzana porzana), Porzana pusilla, cristei de baltă (Rallus aquaticus), ciocântors (Recurvirostra avosetta), chiră mică (Sterna albifrons), chiră de baltă (Sterna hirundo), silvie de tufiș (Sylvia undata), călifar alb (Tadorna tadorna), fluierar negru (Tringa erythropus), fluierar de mlaștină (Tringa glareola), fluierar cu picioare verzi (Tringa nebularia), fluierarul de zăvoi (Tringa ochropus), fluierarul cu picioare roșii (Tringa totanus), nagâț (Vanellus vanellus).
Pe lângă speciile protejate, pe teritoriul sitului au mai fost identificate 5 specii de păsări.